# Euphylidorea snoqualmiensis
Euphylidorea snoqualmiensis är en tvåvingeart som först beskrevs av Alexander 1945.  Euphylidorea snoqualmiensis ingår i släktet Euphylidorea och familjen småharkrankar. Inga underarter finns listade i Catalogue of Life.